# La Taberna, Atlixtac
La Taberna är en ort i Mexiko.   Den ligger i kommunen Atlixtac och delstaten Guerrero, i den sydöstra delen av landet, 230 km söder om huvudstaden Mexico City. La Taberna ligger 1 526 meter över havet och antalet invånare är 226.
Terrängen runt La Taberna är varierad. Runt La Taberna är det ganska glesbefolkat, med 43 invånare per kvadratkilometer. Närmaste större samhälle är Cacalotepec, 4,2 km öster om La Taberna. I omgivningarna runt La Taberna växer huvudsakligen savannskog.